# Yasynuvata (huyện)
Huyện Yasynuvata (tiếng Ukraina: Ясинуватський район, chuyển tự: Yasynuvatas’kyi raion) là một huyện của tỉnh Donetsk thuộc Ukraina. Huyện Yasynuvata có diện tích 809 kilômét vuông, dân số theo điều tra dân số ngày 5 tháng 12 năm 2001 là 30165 người với mật độ 37 người/km2. Trung tâm huyện nằm ở Yasynuvata.